# Panayiótis Kavvadías
Panayiótis Kavvadías (en grec moderne : Παναγιώτης Καββαδίας), généralement écrit Cavvadias, né en 1850 à Kothréas (el) dans l'île de Céphalonie et mort le 21 juillet 1928 à Athènes, est un archéologue grec.

## Biographie
Il étudie la philologie à l'université d'Athènes et, boursier de l’État grec, suit à Munich les cours d'Heinrich Brunn. En 1879, il entre comme éphore au Service des antiquités. Il fouille l'Asclépiéion d'Épidaure et, après Panayótis Stamatákis, continue le déblaiement de l'acropole d'Athènes dont il entreprend le nettoyage jusqu’au rocher. Dans une fosse, il découvre quinze statues de korai, une partie du célèbre « dépôt des Perses ».
Fondateur et organisateur du musée d'ethnographie et d'archéologie et du musée de l'Acropole, secrétaire de la Société archéologique d'Athènes et directeur des Antiquités de 1885 à 1909, il devient professeur à l'université d'Athènes (1904–1922).
De 1912 à 1920, de nouveau secrétaire de la Société archéologique, il fonde l'Archaiologikon Deltion (6 vols.). On lui doit de nombreuses fouilles dont les principales sont celles d'Épidaure, de Céphalonie et de l'acropole d'Athènes ainsi que la création de nombre de musées de Grèce.
Membre correspondant de l'Académie des inscriptions et belles-lettres (1894), membre de l'Académie royale des sciences, des lettres et des beaux-arts de Belgique, il est choisi parmi les membres fondateurs de l'Académie d'Athènes en 1926.

## Travaux
- Το θέατρο της Επιδαύρου, 1881
- Fouilles d'Épidaure, 1891
- Fouilles de Lycosoura, 1893
- Les Musées d'Athènes, 1893
- Η ανασκαφή της Ακροπόλεως από του 1885 μέχρι του 1890, avec Georg Kawerau, 1906.
- Ἱστορία τῆς Ἀρχαιολογικῆς Έταιρείας , 1906
- Προϊστορικὴ Ἀρχαιολογία, 1909
- Ἱστορία τῆς ἁρχαίας Έλληνικῆς τέχνης, 1916–1924